# فوزي العمري
ولد فوزي العمري في مدينة يافا بفلسطين عام 1932م، أتم تعليمه الابتدائي والثانوي في مدينته، حصل على شهادة جي. سي. أي . في جامعة لندن عام 1961م.
عمل لمدة سنة في التدريس في غزة من 1951 – 1952، ثم مديراً لمخزن وكالة الغوث للاجئين من 1952 – 1955، عمل بعدها في وزارة الأشغال بالكويت من عام 1956 – 1964م. سافر بعد ذلك إلى المملكة المتحدة و حصل على شهادة في الإنتاج والاخراج التليفزيوني وكتابة السيناريو ثم انتقل إلى مصر وعمل مخرجاً في التلفزيون العربي بالقاهرة من عام 1969 – 1972م، عمل بعد ذلك مستشاراً فنياً ومديرا تنفيذياً لبعض شركات الإنتاج التليفزيوني.

## من مؤلفاته
1. غزة من الخلف (قصص) 1967. فازت هذه المجموعة بكاس القباني للقصة القصيرة.
2. ناهد (رواية) القاهرة 1969.
3. الجسور المفتوحة (قصص) القاهرة.

## من أعماله الفنية
1. قصة وسيناريو وحوار فيلم (الضوء الأخضر) إنتاج ليبي – تونسي 1973.
2. قصة وسيناريو وحوا (الضياع) مسلسل تلفزيوني 1980.
3. قصة وسيناريو وحوار (فوق أمواج الحياة) مسلسل تلفزيوني 1985.
4. قصة وسيناريو وحوار (أيام العذاب) مسلسل تلفزيوني 1983.
5. إخراج عشر أفلام تسجيلية والإشراف على إنتاج عشرين مسلسلاً.